# Charles Henry Davis
Pour les articles homonymes, voir Davis.
Charles Henry Davis (16 janvier 1807 - 18 février 1877) était un scientifique américain et un contre-amiral (Rear admiral) de la marine américaine (US Navy). Alors qu'il travaillait pour l'U.S. Coast Survey, il fit des recherches sur les marées et les courants et localisa un haut-fond non répertorié qui avait causé des naufrages au large de la côte de l'état de New York. Pendant la guerre de Sécession, il a commandé la flottille de canonnières de l'Ouest (Western Gunboat Flotilla), où il a remporté un engagement important lors de la première bataille de Memphis avant de capturer des fournitures ennemies lors d'une expédition réussie sur la rivière Yazoo. Davis est également l'un des fondateurs de l'Académie nationale des sciences (National Academy of Sciences - NAS) en 1863 et a écrit plusieurs ouvrages scientifiques .

## Biographie

### Jeunesse
Né à Boston dans le Massachusetts, il fréquente la Boston Latin School et entre au Harvard College en 1821, qu'il quitte au bout de deux ans lorsqu'il est nommé aspirant (midshipman) dans la marine américaine le 12 août 1823.
Entre 1827 et 1828, il sert à bord de la frégate United States dans le Pacifique. En 1829, il est promu aspirant passé (passed midshipman). De 1830 à 1833, il sert sur le sloop Ontario. En 1834, il est promu lieutenant de vaisseau et affecté au Vincennes. De 1840 à 1841, il sert à bord du navire Independence.
En 1841, il reçoit un Bachelor of Arts (BA) honorifique de Harvard ; en 1868, il reçoit un Legum Doctor (LL.D.) honorifique de la même institution.

### Carrière
De 1846 à 1849, il travaille pour l'United States Coast Survey à bord du Nantucket, où il découvre un haut-fond inconnu jusqu'alors qui avait causé des naufrages au large de New York. Au cours de son service, il est également responsable de la recherche sur les marées et les courants et agit en tant qu'inspecteur sur un certain nombre de chantiers navals. De 1849 à 1855, il est le premier surintendant de l'American Nautical Almanac Office et produit l'American Ephemeris and Nautical Almanac.
En 1854, il est promu commandant (commander) et se voit confier le commandement du St. Mary's. Le 30 avril 1857, il agit comme médiateur auprès des forces centraméricaines à San Juan del Sur, au Nicaragua, pour obtenir la capitulation de l'opposant William Walker et de quelque 300 hommes, qui partent le lendemain à bord du St Mary's. En 1859, alors qu'il commandait le St. Mary's, Davis reçut l'ordre de se rendre sur l'île Baker pour obtenir des échantillons de guano, devenant ainsi peut-être le premier Américain à y mettre les pieds depuis l'annexion de l'île par les États-Unis en 1857. Le guano était nécessaire comme engrais. Le commodore William Mervine avait déjà été envoyé, mais il n'avait pas débarqué et pensait que l'île était inaccessible (d'après les preuves trouvées plus tard sur l'île, elle avait été visitée avant 1857 par des baleiniers).

#### Service pendant la guerre civile
Pendant la guerre de Sécession, Davis est nommé au Tableau de stratégie de blocus (Blockade Strategy Board) en juin 1861. Le 15 novembre 1861, il est promu capitaine et devient officier général par intérim, commandant de la flottille de canonnières de l'Ouest (Western Gunboat Flotilla). Le lendemain de sa prise de commandement, la flottille livre une courte bataille avec des navires confédérés sur le Mississippi, à Plum Point Bend, le 10 mai 1862. Pris au dépourvu, deux des navires de l'Union sont gravement endommagés et doivent être dirigés vers des hauts-fonds pour ne pas couler. Les navires confédérés s'en tirent avec des dommages mineurs. Le 6 juin, ses navires participent à la bataille de Memphis, au cours de laquelle sept des huit navires confédérés sont coulés ou capturés, tandis qu'un seul des navires de l'Union est endommagé. En juillet, il coopère avec l'officier de pavillon David G. Farragut dans une attaque contre Vicksburg, dans le Mississippi, mais ils sont contraints de se retirer. En août, il remonte la rivière Yazoo et réussit à s'emparer de fournitures et de munitions confédérées. Après cette excursion, il est nommé chef du Bureau de la navigation (Bureau of Navigation) et retourne à Washington.
Le 7 février 1863, il est promu contre-amiral (Rear admiral).

#### Service d'après-guerre

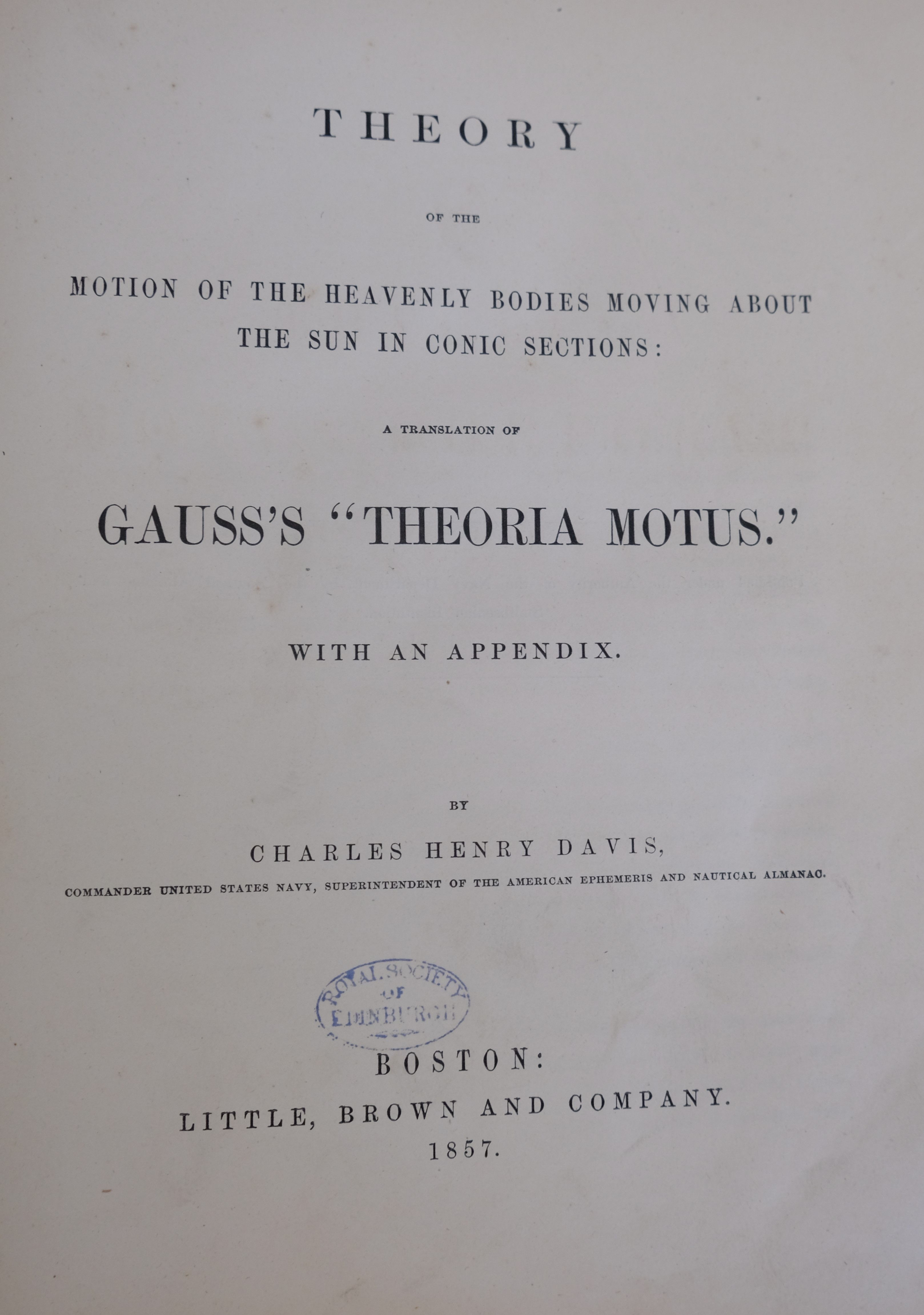
Page de titre de la Théorie du mouvement des corps célestes se déplaçant autour du soleil en sections coniques : Une traduction de la "Theoria Motus" de Gauss par Carl Friedrich Gauss, traduite en anglais par Davis (1857).

Après la guerre, il rejoint l'Ordre militaire de la Légion loyale des États-Unis (Military Order of the Loyal Legion of the United States - MOLLUS). Il est membre de la Commanderie de New York et reçoit l'insigne numéro 1022.
Publié en 1857, Davis traduit en anglais un exemplaire de la "Théorie du mouvement des corps célestes se déplaçant autour du soleil en sections coniques" de Carl Friedrich Gauss.
De 1865 à 1867, il est surintendant de l'Observatoire naval des États-Unis (United States Naval Observatory). En 1867, il reçoit le commandement de l'escadre de l'Atlantique Sud (South Atlantic Squadron) et se voit confier le Guerriere comme navire amiral. 
En 1869, il rentre au pays et sert à la fois au Lighthouse Board et à l'Observatoire naval. 
Davis meurt à Washington, D.C. le 18 février 1877 à l'âge de 70 ans, et est enterré à Cambridge, dans le Massachusetts.

### Vie privée
Il a épousé Harriette Blake Mills, la fille du sénateur américain Elijah Hunt Mills. Ensemble, ils sont les parents de :
- Constant Davis, diplômé de Harvard en 1864 et mort de la tuberculose en 1869.
- Anna Cabot Mills Davis, qui épouse le sénateur américain Henry Cabot Lodge[8].
- Evelyn Davis, qui a épousé Brooks Adams, fils de Charles Francis Adams Sr., petit-fils du président John Quincy Adams et arrière-petit-fils du président John Adams. Brooks et Evelyn sont les derniers membres de la famille Adams à vivre à Peacefield, qui a abrité trois générations précédentes d'Adams.
- Charles Henry Davis, Jr, commandant de la marine américaine, a occupé le poste de Chief Intelligence Officer de l'Office of Naval Intelligence de septembre 1889 à août 1892.

En 1843, il devient membre de la Society of the Cincinnati de Massachusetts à la suite de son grand-père, le colonel Constant Freeman (1757-1824). Davis est élu membre de l'American Philosophical Society en 1852.

## Hommage
Plusieurs navires de la marine américaine sont également nommés en son honneur : le torpilleur USS Davis (TB-12), les destroyers USS Davis (DD-65) et USS Davis (DD-395), et le navire de recherche océanographique USNS Charles H. Davis (T-AGOR-5). (Voir USS Davis
Une espèce d'anémone de mer originaire des côtes de la Nouvelle-Angleterre et de la Nouvelle-Écosse, la Rhodactis davisii, porte le nom de Davis.

## Source
- (en) Cet article est partiellement ou en totalité issu de l’article de Wikipédia en anglais intitulé « Charles Henry Davis » (voir la liste des auteurs).